# Монктон-Арунделл, Джордж, 8-й виконт Голуэй

Герб Джорджа Монктон-Арунделла, 8-й виконта Голуэй.

Джордж Монктон-Арунделл, 8-й виконт Голуэй (англ. George Monckton-Arundell, 8th Viscount Galway; 24 марта 1882 — 27 марта 1943) — британский государственный и политический деятель, военачальник. Генерал-губернатор Новой Зеландии (1935—1941).

## Биография
Образование получил в колледже Итона (1895—1900), в 1904 году окончил колледж Крайст-черч (Оксфордский университет). Магистр искусств современной истории.
В чине второго лейтенанта вступил в армию. С 1904 года — гвардейский офицер. Со временем стал полковником дворцовой кавалерии. Во время Первой мировой войны был назначен генерал-адъютантом и генерал-квартирмейстером. В 1933—1935 годах служил в королевской артиллерии.
В 1931 году унаследовал у своего отца титул виконта Голуэй. С 1935 по 1941 год служил генерал-губернатором Новой Зеландии. Хотя срок его губернаторства был ограничен 5-ю годами, в связи с началом Второй мировой войны он был продлён до 3 февраля 1941 года.
После возвращения в Англию, служил полковником-командантом почётного артиллерийского подразделения. Исполнял почётную функцию лорда-наместника Ноттингемшира.
Член Тайного совета Великобритании.